# Pieter Soutman

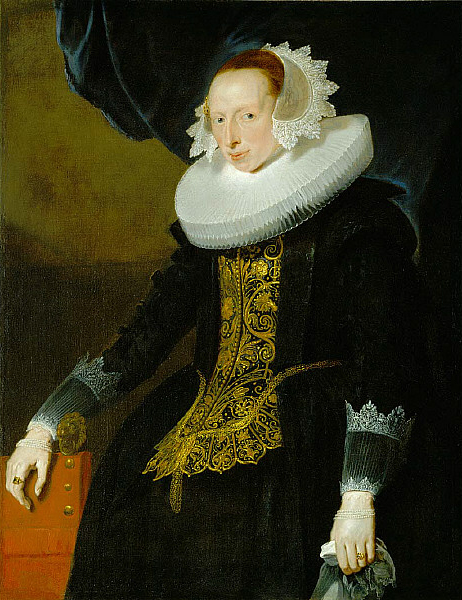
Cuadro Retrato de una mujer desconocida (circa 1630).

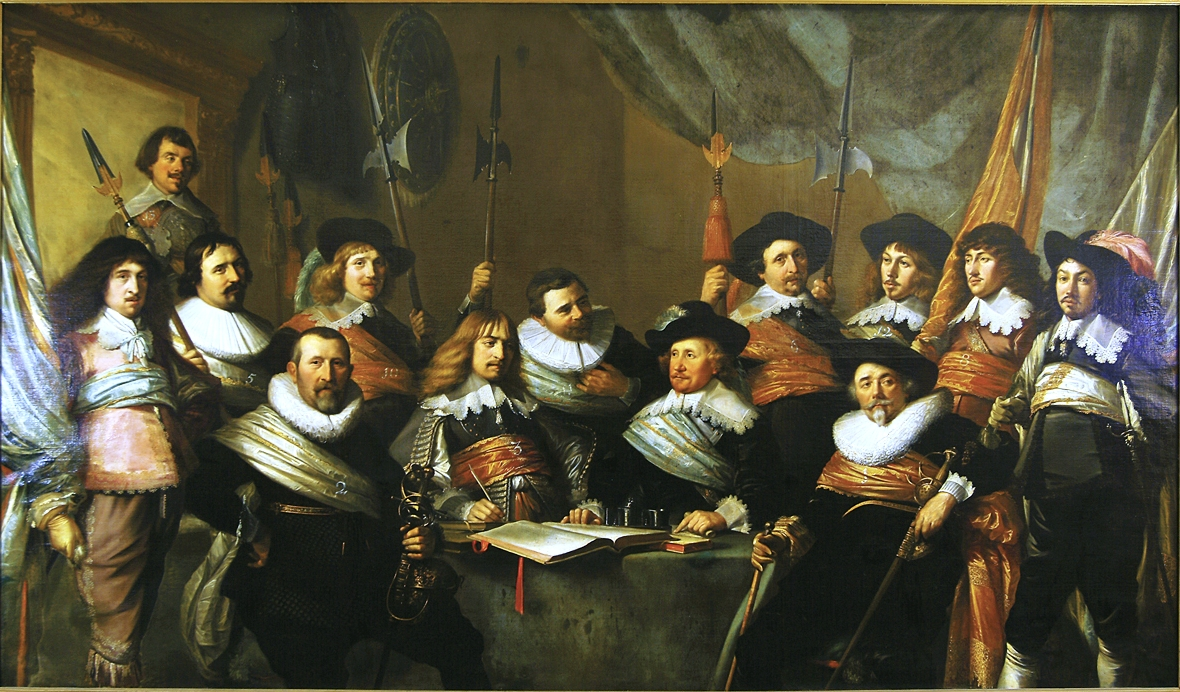
Cuadro Los clovenieres de Harlem (1642).

Pieter Claesz Soutman (Harlem, circa 1580-ibídem, 16 de agosto de 1657) fue un pintor y comerciante de la Época de Oro holandesa.
Fue alumno de Rubens. En 1628 fue nombrado pintor de la corte de Polonia, cargo que ocupó solamente hasta 1630.